# Óscar William Vásquez
Óscar William Vásquez Rodríguez (Colombia, siglo XX) es un militar colombiano. Miembro del Ejército Nacional de Colombia, con el cargo de mayor (r). Participó en la retoma del Palacio de Justicia en Bogotá, que había sido tomado por el Movimiento 19 de abril (M-19), el 6 y 7 de noviembre de 1985. Fue condenado a 40 años de prisión por desaparición forzada.

## Biografía
Miembro del grupo de inteligencia B2 del Ejército Nacional, en el momento de la Toma se desempeñaba como capitán, fue detenido en 2007. En 2013, la Fiscalía General de la Nación sugirió su condena, en 2016 el juez 52 de conocimiento de Bogotá, condenó y ordenó la captura de Edilberto Sánchez Rubiano y a Óscar William Vásquez.
Fue ratificada su condena, por desaparición forzada agravada de Carlos Rodríguez y Bernardo Beltrán, empleados de la cafetería del Palacio de Justicia por esos días y de la guerrillera del M-19 Irma Franco, a 40 años de prisión por el Tribunal Superior de Bogotá en 2021.